# Skolradio

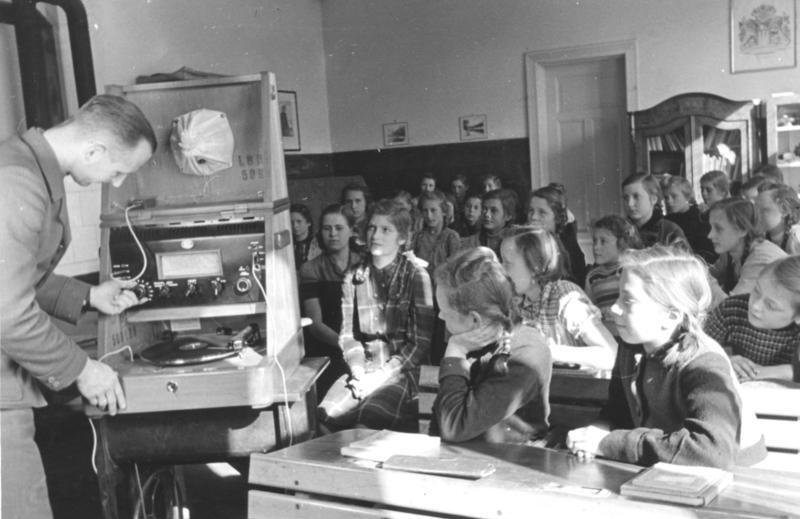
1949 var 80 skolor i Hamburg utrustade med skolradio.

Med skolradio avses radiosändningar till skolorna i utbildningssyfte.
Redan under rundradions första år gjordes försök med utsändningar för skolor. BBC genomförde 1927 en mer organiserad försöksverksamhet med 62 utvalda skolor i grevskapet Kent, och erfarenheterna därifrån gav inspiration till andra länder.
I Sverige startade skolradiosändningar på försök 1928, och reguljärt 1930. Regional skolradio startade på försök i Sverige 1963.